# World Series of Poker 2007

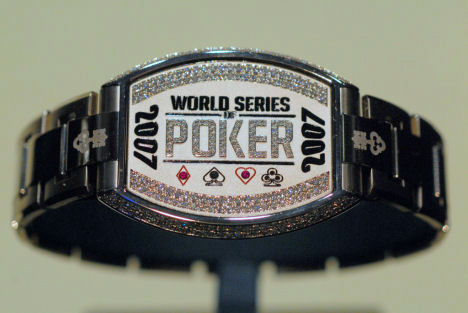
2007 års WSOP-armband (bracelet)

2007 års World Series of Poker (WSOP) pokerturnering började den 1 juni 2007. Main Event började den 6 juli och var avklarat 18 juli. Alla event hölls i Rio All Suite Hotel and Casino i Las Vegas, Nevada av Harrah's Entertainment, som har arrangerat WSOP sedan 2004.
Detta var första gången som varje spelare började med dubbelt så mycket marker som inköpssumman motsvarade. Detta betyder att alla deltagare i Main Event började med 20 000 i marker. Mörkerstrukturen ökade även i och med detta och vissa mörkernivåer togs bort, så att mer spel kunde äga rum.
Det HORSE-event som introducerades under World Series of Poker 2006, med ett inköp på $50 000, återfanns på schemat även detta år, men med skillnaden att finalbordet inte spelades i No Limit Texas Hold'em-format, utan H.O.R.S.E. hela tävlingen igenom. Ytterligare två H.O.R.S.E.-event spelades även under årets WSOP, med längre inköpsummer; dessa på $2 500 respektive $5 000.
Tom Schneider, som vann två event och lyckades ta sig till ett till finalbord, vann "Player of the Year Awar".
2007 var också första gången som WSOP utvidgades utanför Las Vegas, i form av World Series of Poker Europe (WSOPE), se nedan.

## Schema över eventen
| Event Nummer | Event                                                             | Vinnare                 | Prissumma  | Runner-up          |
| ------------ | ----------------------------------------------------------------- | ----------------------- | ---------- | ------------------ |
| 1            | $5 000 World Championship Mixed Hold'em                           | Steve Billirakis        | $536 287   | Greg Mueller       |
| 2            | $500 Casino Employees No Limit Hold'em                            | Frederick Narciso       | $104 701   | Charles Fisher     |
| 3            | $1 500 No Limit Hold'em                                           | Ciaran O'Leary          | $727 012   | Paul Evans         |
| 4            | $1 500 Pot Limit Hold'em                                          | Mike Spegal             | $252 290   | Gavin Smith        |
| 5            | $2 500 Omaha/Seven Card Stud Hi/Lo 8 or Better                    | Tom Schneider           | $214 347   | Ed Tonnellier      |
| 6            | $1 500 Limit Hold'em                                              | Gary Styczynski         | $280 715   | Varouzhan Gumroyan |
| 7            | $5 000 Pot Limit Omaha w/Rebuys                                   | Burt Boutin             | $868 745   | Erik Cajelais      |
| 8            | $1 000 No Limit Hold'em w/Rebuys                                  | Michael Chu             | $585 744   | Tommy Vu           |
| 9            | $1 500 Omaha Hi/Lo Split 8 or Better                              | Alex Kravchenko         | $228 446   | Bryan Devonshire   |
| 10           | $2 000 No Limit Hold'em                                           | Will Durkee             | $566 916   | Todd Terry         |
| 11           | $5 000 World Championship Seven Card Stud                         | Chris Reslock           | $258 453   | Phil Ivey          |
| 12           | $1 500 No Limit Hold'em Short Handed                              | Jason Warner            | $481 698   | David Zeitlin      |
| 13           | $5 000 World Championship Pot Limit Hold'em                       | Allen Cunningham        | $487 287   | Jeffrey Lisandro   |
| 14           | $1 500 Seven Card Stud                                            | Michael Keiner          | $146 987   | Nesbitt Coburn     |
| 15           | $1 500 No Limit Hold'em                                           | Phil Hellmuth           | $637 254   | Andy Philachack    |
| 16           | $2 500 H.O.R.S.E.                                                 | James Richburg          | $239 503   | Walter Browne      |
| 17           | $1 000 World Championship Ladies No Limit Hold'em                 | Sally Boyer             | $262 077   | Anne Heft          |
| 18           | $5 000 World Championship Limit Hold'em                           | Saro Getzoyan           | $333 379   | Geoff Sanford      |
| 19           | $2 500 No Limit Hold'em                                           | Francois Safieddine     | $521 785   | John Phan          |
| 20           | $2 000 Seven Card Stud Hi/Lo 8 or Better                          | Ryan Hughes             | $176 358   | Min Lee            |
| 21           | $1 500 No Limit Hold'em Shootout                                  | Don Baruch              | $264 107   | Jared Davis        |
| 22           | $5 000 No Limit Hold'em                                           | James Mackey            | $730 740   | Stuart Fox         |
| 23           | $1 500 Pot Limit Omaha                                            | Scott Clements          | $194 206   | Eric Lynch         |
| 24           | $3 000 World Championship Seven Card Stud Hi/Lo Split 8 or Better | Eli Elezra              | $198 984   | Scotty Nguyen      |
| 25           | $2 000 No Limit Hold'em                                           | Ben Ponzio              | $599 467   | David Hewitt       |
| 26           | $5 000 H.O.R.S.E.                                                 | Ralph Schwartz          | $275 683   | Bill Gazes         |
| 27           | $1 500 No Limit Hold'em                                           | David Stucke            | $603 069   | Young Cho          |
| 28           | $3 000 No Limit Hold'em                                           | Shankar Pillai          | $527 829   | Beth Shak          |
| 29           | $1 500 Seven Card Razz                                            | Katja Thater            | $132 653   | Larry St. Jean     |
| 30           | $2 500 No Limit Hold'em Short Handed                              | Hoyt Corkins            | $515 065   | Terrence Chan      |
| 31           | $5 000 World Championship Heads Up No Limit Hold'em               | Dan Schreiber           | $425 594   | Mark Muchnik       |
| 32           | $2 000 Seven Card Stud                                            | Jeffrey Lisandro        | $118 426   | Nick Frangos       |
| 33           | $1 500 Pot Limit Omaha w/Rebuys                                   | Alan Smurfit            | $464 867   | Qushqar Morad      |
| 34           | $3 000 Limit Hold'em                                              | Alexander Borteh        | $225 483   | Brandon Wong       |
| 35           | $1 500 No Limit Hold'em                                           | Ryan Young              | $615 955   | Dustin Dirksen     |
| 36           | $5 000 World Championship Omaha Hi/Lo Split 8 or Better           | John Guth               | $363 216   | Robert Stevanovski |
| 37           | $2 000 Pot Limit Hold'em                                          | Greg Hopkins            | $269 274   | Jason Newburger    |
| 38           | $1 500 No Limit Hold'em                                           | Robert Cheung           | $673 628   | Richard Murnick    |
| 39           | $50 000 World Championship H.O.R.S.E.                             | Freddy Deeb             | $2 276 832 | Bruno Fitoussi     |
| 40           | $1 500 Mixed Hold'em                                              | Fred Goldberg           | $204 935   | Rene Mouritsen     |
| 41           | $1 000 World Championship Seniors No Limit Hold'em                | Ernest Bennett          | $348 423   | Tony Korfman       |
| 42           | $1 500 Pot Limit Omaha Hi/Lo Split 8 or Better                    | Lukasz Dumanski         | $227 454   | David Bach         |
| 43           | $2 000 Limit Hold'em                                              | Saif Ahmad              | $217 329   | William Jensen     |
| 44           | $2 000 Omaha Hi/Lo Split                                          | Frankie O'Dell          | $240 057   | Thang Luu          |
| 45           | $5 000 No Limit Hold'em Short Handed                              | Bill Edler              | $904 672   | Alex Bolotin       |
| 46           | $1 000 Seven Card Stud Hi/Lo 8 or Better                          | Tom Schneider           | $147 713   | Hoyt Verner        |
| 47           | $2 000 No Limit Hold'em                                           | Blair Rodman            | $707 898   | Amato Galasso      |
| 48           | $1 000 Limit 2-7 Triple Draw Lowball w/Rebuys                     | Rafi Amit               | $227 005   | Lenny Martin       |
| 49           | $1 500 No Limit Hold'em                                           | Chandrasekhar Billavara | $722 914   | Taylor Douglas     |
| 50           | $10 000 World Championship Pot Limit Omaha                        | Robert Mizrachi         | $768 889   | Rene Mouritsen     |
| 51           | $1 000 S.H.O.E.                                                   | Dao Bac                 | $157 975   | Adam Geyer         |
| 52           | $1 000 No-Limit Hold'em w/Rebuys                                  | Michael Graves          | $742 121   | Theo Tran          |
| 53           | $1 500 Limit Hold'em Shootout                                     | Ram Vaswani             | $217 438   | Andy Ward          |
| 54           | $5 000 World Championship 2-7 Draw Lowball w/Rebuys               | Erik Seidel             | $538 835   | Chad Brown         |
| 55           | $10 000 World Championship No Limit Hold'em Main Event            | Jerry Yang              | $8 250 000 | Tuan Lam           |

## Main event
Vinnaren av årets huvudtävling blev Jerry Yang som vann $8 250 000.

### Svenska framgångar
De tre bästa svenskarna i tävlingen blev Stefan Mattsson (22:a plats), Philip Yeh (40:e plats) och Bo Sehlstedt (155:e plats). 

## World Series of Poker Europe
2007 hölls för första gången WSOP-turneringar utanför Las Vegas. World Series of Poker Europe spelades i London i september 2007 och bestod av 3 turneringar. 
| Event Nummer | Event                     | Vinnare          | Prissumma   |
| ------------ | ------------------------- | ---------------- | ----------- |
| 1            | £ 2 500 HORSE             | Thomas Bihl      | £ 70 875    |
| 2            | £ 5 000 Pot Limit Omaha   | Dario Alioto     | £ 234 390   |
| 3            | £ 10 000 No Limit Hold'em | Annette Obrestad | £ 1 000 000 |